# Плявиньш, Имантс
Имантс Плявиньш (латыш. Imants Pļaviņš; 29 декабря 1929, Эргли — 13 июля 2023, Латвия) — советский и латвийский баскетбольный тренер и судья. Тренер Латвийской ССР (1975).
Родился 29 декабря 1929 в Эргли. В 1954 окончил Латвийский государственный институт физической культуры. С 1956 года работал волейбольным тренером. Работал в Рижской 2-й детско-юношеской спортивной школе, баскетбольной школе имени К. Валтера и Детско-юношеской баскетбольной школе «Riga/DSN». В одном из матчей Имантс Плявиньш работал тренером мужской сборной Латвийской ССР. В 1959 году И. Плавиньшу была присвоена всесоюзная судейская категория, и многие годы работал комиссаром игр. С 1973 по 1992 год был секретарем Латвийской федерации баскетбола и государственным тренером по баскетболу Латвийского комитета по физической культуре и спорту.
Имантс Плявиньш продолжал работать с молодыми баскетболистами до глубокой старости, в основном как организатор баскетбола. В 2018 году в возрасте 88 лет проводил некоторые тренировки и игры.
Самыми известными воспитанниками являются многолетний лидер ВЭФ Иварс Жвигурс, олимпийский чемпион Игорь Миглиниекс, Анете Муйжниеце-Брице, лидеры сборной Латвии Карлис Муйжниекс, Робертс Штелмахерс и Кристапс Яниченок.
Имантс Плавиньш внесен в Зал почета баскетбола. В 2014 году Имант Плявиньш получил латвийскую спортивную награду года «За жизненный вклад».
В 1998 году награждён кавалерским крестом ордена Трёх звёзд. В 2008 году награждён Почётной грамотой Кабинета Министров Латвии.